# بومة مخططة
البومة المُخطّطة (الاسم العلمي: Strix varia) هي طائر جارح ليلي من أمريكا الشمالية، وهي من فصيلة البوم الحقيقي.